# Đồng Thắng, Đình Lập
Đồng Thắng là một xã thuộc huyện Đình Lập, tỉnh Lạng Sơn, Việt Nam.
Xã Đồng Thắng có diện tích 54,25 km², dân số năm 1999 là 501 người, mật độ dân số đạt 9 người/km².
Theo thống kê năm 2019, xã Đồng Thắng có diện tích 54,25 km², dân số là 450 người, mật độ dân số đạt 8 người/km².